# Sport Club do Recife
El Sport Club do Recife, también conocido como Sport Recife o simplemente Sport, es un club de fútbol brasileño, de la ciudad de Recife en el estado de Pernambuco. Fue fundado el 13 de mayo de 1905 por Guilherme de Aquino Fonseca, y desde el año 2025 juega en la Serie A del Campeonato Brasileiro.

## Historia

### 1905- Fundación
El 13 de mayo de 1905, Sport Club do Recife fue fundado por Guilherme de Aquino Fonseca, después de una reunión entre los fundadores en la Associação Dos Empregados de Comércio Inglês (En la "Asociación de Empleados de Comercio Inglés") de Pernambuco, quién prestó su pasillo al club recién formado.
El primer partido del Sport Club do Recife era en 22 de junio de 1905, contra un equipo llamado English Eleven ("Once Ingleses"). El partido se terminó en un empate. Los jugadores del Sport Club do Recife eran L. F. Latham; L. Parrot y E. Nosworthy; A. G. Silva, Collander y Ramiro; Guilherme Fonseca, Coímbra, Alberto Amorim, J. Oliveira y Torquatro Gonçalves.
1916 - Primero declaran el título.
En 1916 Sport Club compite por primera vez en el Campeonato Estatal, Campeonato Pernambucano. En el partido final el 16 de diciembre, el Sport derrotó a Santa Cruz por el resultado de 4-1 (Mota 2, Asdrúbal y Vasconcelos). La escuadrilla de campeón era Cavalcanti, Briant y Paulino; Ciudad, Robson y Smerthurst; Asdrúbal, Mota, Anagam, Vasconcelos y Smith.
1987 - El Primer título Nacional.
El primer título principal del Sport fue el Campeonato Brasileño de 1987. La victoria no vino sin a la controversia. Enojado por la inconsistencia de la Confederación Brasileña de Fútbol, los trece clubes más grandes de Brasil formaron un grupo, conocido como Clube dos Clube 13, organizar un campeonato paralelo, la Copa União, libre de las autoridades de la CBF. El Campeonato Brasileño oficial habría sido un fracaso sin los equipos más populares del país, entonces la CBF realizó un acuerdo con el grupo para tener al ganador y subcampeón de la Copa União y, al ganador y subcampeón del Módulo Amarillo para decidir al Campeón Brasileño. Es importante notar que mientras los equipos más populares participaron en el Módulo Verde, nunca fue reconocido por la CBF como la primera división, tampoco el Módulo Amarillo fue reconocido alguna vez como la segunda división, sino como campeonatos paralelos. 
Al final, Flamengo e Internacional, quienes fueron campeón y sub, del Módulo Verde, rechazaron jugar contra Sport y Guaraní, quiénes fueron campeón y sub del Módulo Amarillo. El Club dos 13 y CND (Conselho Nacional de Desportos - " Consejo Nacional de Deportes ") apoyó a Flamengo e Internacional en su reclamación y declaró el Flamengo como Campeón Brasileño del año 1987. Por último, sin embargo, CBF, la FIFA, y el sistema legal brasileño declararon al Sport como campeón, y el club, junto con el Guaraní, representó a Brasil en Copa Libertadores 1988. El trofeo de campeón brasileño el torneo se sienta en el museo de Sport, que está abierto a invitados.

### 2006 - Retorno a la primera división
Después del título de campeonato Estatal, el Sport fue promovido a la primera división, la Série A, en 2007, después haber clasificado segundo en la Série B 2006 con un 18-10-10 registro (el mismo que Náutico, uno de los clásicos del Sport, con el que disputa el Clássico dos Clássicos), ya que el Leão tenía una mejor diferencia de goles, de +21 contra los +16 del Alvirrubro.

### 2008 - Sport, Campeón de la Copa de Brasil
El Sport Recife, de gran campaña, gana la final de la Copa de Brasil 2008 contra Corinthians por 2 a 0 en el partido de vuelta, y por gol de visitante, ya que en la ida había perdido 3-1, y se proclama campeón de la Copa de Brasil por primera vez en su historia. Antes el Sport le ganó a Imperatriz de Maranhão, Brasiliense de Distrito Federal, Palmeiras, Internacional y Vasco da Gama. 
Con esta conquista, El León iría a representar al Nordeste de Brasil en la Copa Libertadores 2009.

Sport también fue pentacampeón del estado de Pernambuco en los años de 2006, 2007, 2008, 2009 y 2010 (su 39.ª gloria).
Es el máximo campeón de Pernambuco.

### 2012 - Sport, descenso
El Sport Recife desciende a la Serie B tras ubicarse en el puesto 17.º con 41 puntos en el Campeonato Brasileño de Fútbol 2012, por encima del Palmeiras y a cuatro puntos de la salvación, detrás de Portuguesa, ubicado en la 16ª posición.

### 2013, Regreso a la Serie A
El Sport Recife volvió a la Serie A, tras un año en la Serie B, tras la victoria 3 a 0 sobre São Caetano.
Incluso después de haber sido relegado de una temporada a otra, Sport Recife tuvo su primera participación en la Copa Sudamericana del año 2013 obteniendo la plaza por tener el octavo mejor registro en el Campeonato Brasileño de 2012 y habiendo sido eliminado antes de la cuarta fase de la Copa de Brasil 2013.

### 2014 - Campeonato Pernambucano y Copa do Nordeste
En el primer semestre de 2014 ganó dos títulos importantes: Campeonato Pernambucano y Copa do Nordeste. Al final del Campeonato Pernambucano vence a Náutico dos veces: 2-0, y 1-0. También ganó la Copa do Nordeste al derrotar el Ceará. Después de ganar el primer partido en su estadio por 2-0, empató a 1, ante más de 60 mil personas. Y por ser el campeón de la Copa do Nordeste, Sport Recife garantiza su segunda aparición en la Copa Sudamericana del año 2014.

### 2015 - presente
Sport Recife realizó buenas campañas en la Primera División de Brasil, destacándose un 6° puesto en el Campeonato Brasileño de Fútbol 2015. Obtuvo el Campeonato Pernambucano en 2017 y en 2019, llegando a los 42 títulos estatales. 
Tras finalizar en la 17ª posición en el Campeonato Brasileño de Fútbol Serie A 2018, descendió nuevamente a la Serie B. En la siguiente temporada, consiguió el ascenso tras salir subcampeón del Campeonato Brasileño de Fútbol Serie B 2019, detrás de Red Bull Bragantino. 

## Uniforme
- Uniforme titular: Camiseta con líneas horizontales rojas y negras, pantalón negro y medias negras.
- Uniforme alternativo: Camiseta blanca, pantalón blanco y medias blancas.
- Tercer uniforme: Camiseta negra, pantalón negro y medias negras.

### Evolución del uniforme
| 2012 | 2013 | 2014 | 2014-2015 | 2015-2016 | 2016-2017 | 2017-2018 | 2018-2019 | 2019 | 2020 |

## Rivales
Los mayores rivales del Sport Club son de la misma ciudad: Náutico y Santa Cruz. El Náutico es el club más viejo en Recife, Sport el segundo más viejo - así se llama un juego entre los dos "O Clássico Dos Clássicos" ("El Clásico de los Clásicos"). El Sport y Santa Cruz son los clubes que tienen más cantidad de aficionados en Pernambuco, entonces se llama un juego entre los dos "O Clássico das Multidões" (el Clásico de las Multitudes).
El primer partido del Sport Club Recife contra Náutico fue en 25 de marzo de 1909.

## Jugadores

### Plantilla 2025

#### Altas y bajas 2024/2025 (verano)
| Altas             | Altas          | Altas               | Altas                  | Altas        |
| Jugador           | Posición       | Procedencia         | Tipo                   | Costo        |
| ----------------- | -------------- | ------------------- | ---------------------- | ------------ |
| Arthur Sousa      | Delantero      | RB Bragantino       | Préstamo.              | --           |
| Du Queiroz        | Volante        | Zenit               | Préstamo.              | --           |
| Lucas Cunha       | Defensa        | RB Bragantino       | Préstamo.              | --           |
| Sérgio Oliveira   | Centrocampista | Olympiacos          | Transferencia.         | No revelado. |
| João Silva        | Defensa        | Kortrijk            | Transferencia.         | --           |
| Pablo             | Delantero      | Athletico           | Rescisión de contrato. | --           |
| Carlos Alberto    | Delantero      | Botafogo            | Transferencia.         | $2.500.000   |
| Rodrigo Atencio   | Centrocampista | Independiente       | Transferencia.         | $2.000.000   |
| Hyoran            | Centrocampista | Internacional       | Préstamo.              | --           |
| Matheus Alexandre | Defensa        | Cuiabá              | Transferencia.         | $1.500.000   |
| Antônio Carlos    | Defensa        | Fluminense          | Préstamo.              | --           |
| Gonçalo Paciência | Delantero      | Sanfrecce Hiroshima | Rescisión de contrato. | --           |
| Hereda            | Defensa        | CRB                 | Préstamo.              | --           |
| Paulinho          | Delantero      | Botafogo-PB         | Fin de préstamo.       | --           |

| Bajas               | Bajas     | Bajas           | Bajas                   | Bajas |
| Jugador             | Posición  | Destino         | Tipo                    | Costo |
| ------------------- | --------- | --------------- | ----------------------- | ----- |
| Dieguinho           | Delantero | Manauara        | Préstamo.               | --    |
| Gustavo Coutinho    | Delantero | Coritiba        | Préstamo.               | --    |
| Jordan              | Portero   | Brusque         | Fin de préstamo.        | --    |
| Victor Gabriel      | Defensa   | Internacional   | Renovación de préstamo. | --    |
| Fábio Matheus       | Volante   | Novorizontino   | Préstamo.               | --    |
| Luciano Castán      | Defensa   | Agente libre    | Rescisión de contrato.  | --    |
| Helibelton Palacios | Defensa   | Cruzeiro        | Fin de préstamo.        | --    |
| Ewerthon            | Defensa   | Juventude       | Renovación de préstamo. | --    |
| Felipinho           | Defensa   | Juventude       | Préstamo.               | --    |
| Paulinho            | Delantero | Agente libre    | Rescisión de contrato.  | --    |
| Matheus Baraka      | Defensa   | Águia de Marabá | Préstamo.               | --    |
| Lucas André         | Volante   | Barra           | Préstamo.               | --    |

1. ↑  Con opción de compra.[28]
2. ↑  Con opción de compra.[14]
3. ↑  Con opción de compra.[23]
4. ↑  Con opción de compra.[51]

## Entrenadores
- Hummel Guimarães (diciembre de 1936–febrero de 1937)[59][60]
- Ricardo Díez (julio de 1947–febrero de 1948)[61][62]
- Rubens Minelli (mayo de 1967–marzo de 1968)[63][64]
- Zezé Moreira (marzo de 1968–junio de 1968)[65][66][67]
- Astrogildo Néri (junio de 1968–diciembre de 1968)[67][68]
- Marão (diciembre de 1968–abril de 1969)[69][70][71]
- Astrogildo Néri (abril de 1969)[71]
- Eli do Amparo (abril de 1969–septiembre de 1969)[72][73]
- Astrogildo Néri (septiembre de 1969–octubre de 1969)[73][74]
- Armando Renganeschi (octubre de 1969–noviembre de 1969)[75][74][76][77]
- Dante Bianchi (noviembre de 1969–enero de 1970)[78][79]
- Castilho (enero de 1970–marzo de 1971)[80][81]
- Adélson Vanderlei (marzo de 1971)[81][82]
- Juan Pérez (enero de 1973–mayo de 1973)[83][84]
- Cilinho (mayo de 1973)[85][86][87]
- Adélson Vanderlei (mayo de 1973–?)[88]
- Daltro Menezes (junio de 1974–outubro de 1974)[89][90][91]
- Adélson Vanderlei (octubre de 1974–diciembre de 1974)[92][93]
- Duque (enero de 1975–diciembre de 1975)[93][94][95][96]
- Mário Travaglini (enero de 1976–junio de 1976)[97][98]
- Juan Pérez (interino- junio de 1976/junio de 1976–julio de 1976)[99][100][101]
- Paulinho de Almeida (julio de 1976–octubre de 1976)[102][103]
- Cilinho (diciembre de 1976–marzo de 1977)[104][85][105]
- Genivaldo Cerqueira (interino- marzo de 1977)[105]
- Ênio Andrade (marzo de 1977–diciembre de 1977)[106][107]
- Hilton Chaves (febrero de 1978–agosto de 1978)[108][109]
- João Ferreira (interino- agosto de 1978-?)[110]
- Vail Mota (enero de 1979–noviembre de 1979)[111][112]
- Antoninho (noviembre de 1979–diciembre de 1979)[113][114]
- Fito Neves (1999)[115]
- Marcelo Chamusca (interino- 1999)[115]
- Ricardo Gomes (1999–octubre de 1999)[116][117]
- Júlio César Leal (1999)
- Jair Pereira (diciembre de 2000–marzo de 2001)[118][119][120]
- Levir Culpi (2001)[121][122]
- Hugo Benjamin (mayo de 2001–junio de 2001)[122][123][124]
- Júlio Espinosa (2001)[125]
- Nereu Pinheiro (abril de 2004)[126][127]
- Luiz Carlos Ferreira (mayo de 2004–junio de 2004)[128][129]
- Heriberto da Cunha (junio de 2004–febrero de 2005)[130][131]
- Adílson Batista (febrero de 2005–2005)[132][133]
- Edinho (julio de 2005–agosto de 2005)[134][135]
- Neco (2005)[135]
- Dorival Júnior (noviembre de 2005–2006)[136]
- Givanildo Oliveira (agosto de 2006–2006)[137]
- Alexandre Gallo (2006–abril de 2007)[138]
- Giba (mayo de 2007–junio de 2007)[139][140]
- Edson Leivinha (interino- 2007–junio de 2007)[141]
- Geninho (junio de 2007–diciembre de 2007)[141][142]
- Nelsinho Baptista (diciembre de 2007–mayo de 2009)[143][144]
- Emerson Leão (junio de 2009–julio de 2009)[145][146][147]
- Péricles Chamusca (julio de 2009–noviembre de 2009)[148][149]
- Givanildo Oliveira (noviembre de 2009–mayo de 2010)[150][151]
- Toninho Cerezo (mayo de 2010–agosto de 2010)[152][153]
- Geninho (agosto de 2010–febrero de 2011)[154][155]
- Hélio dos Anjos (febrero de 2011–junio de 2011)[156][157]
- Mazola Júnior (interino- junio de 2011–julio de 2011/julio de 2011–agosto de 2011)[158][159][160]
- PC Gusmão (agosto de 2011–octubre de 2011)[161][162]
- Mazola Júnior (octubre de 2011–mayo de 2012)[162][163]
- Vágner Mancini (mayo de 2012–agosto de 2012)[164][165]
- Waldemar Lemos (agosto de 2012–octubre de 2012)[166][167]
- Sérgio Guedes (octubre de 2012–2012)[168]
- Vadão (diciembre de 2012–marzo de 2013)[169][170]
- Sérgio Guedes (marzo de 2013–mayo de 2013)[171][172]
- Marcelo Martelotte (mayo de 2013–septiembre de 2013)[173][174]
- Neco (septiembre de 2013)[174][175]
- Geninho (septiembre de 2013–enero de 2014)[175][176]
- Eduardo Baptista (2014–septiembre de 2015)[177][178]
- Paulo Roberto Falcão (septiembre de 2015–abril de 2016)[179][180]
- Thiago Gomes (interino- abril de 2016)[181][182]
- Oswaldo de Oliveira (abril de 2016–octubre de 2016)[183][184]
- Daniel Paulista (interino- octubre de 2016-diciembre de 2016/diciembre de 2016-marzo de 2017)[185][186][187]
- Ney Franco (marzo de 2017–mayo de 2017)[188][189]
- Daniel Paulista (interino- mayo de 2017)[188]
- Vanderlei Luxemburgo (mayo de 2017–octubre de 2017)[190][191]
- Daniel Paulista (interino- octubre de 2017–?)[192]
- Claudinei Oliveira (abril de 2018–agosto de 2018)[193][194]
- Eduardo Baptista (agosto de 2018–septiembre de 2018)[195][196]
- Milton Mendes (septiembre de 2018–diciembre de 2018)[197][198]
- Milton Cruz (diciembre de 2018–febrero de 2019)[199][200]
- Guto Ferreira (febrero de 2019–febrero de 2020)[201][202]
- Daniel Paulista (febrero de 2020–agosto de 2020)[203][204]
- Jair Ventura (agosto de 2020–abril de 2021)[205][206]
- César Lucena (interino- abril de 2021)[207][208]
- Umberto Louzer (abril de 2021–agosto de 2021)[209][210]
- Gustavo Florentín (agosto de 2021–marzo de 2022)[211][212]
- César Lucena (interino- marzo de 2022)[213]
- Gilmar Dal Pozzo (marzo de 2022–junio de 2022)[214]
- César Lucena (interino- junio de 2022)[215]
- Lisca (junio de 2022–julio de 2022)[216][217]
- César Lucena (interino- julio de 2022)[218]
- Claudinei Oliveira (julio de 2022–noviembre de 2022)[219][220]
- Enderson Moreira (noviembre de 2022–noviembre de 2023)[221][222]
- Mariano Soso (diciembre de 2023–julio de 2024)[223][224]
- Guto Ferreira (julio de 2024–agosto de 2024)[225][226]
- César Lucena (interino- septiembre de 2024)[227][228][229]
- Pepa (septiembre de 2024–mayo de 2025)[230][231]
- António Oliveira (mayo de 2025–junio de 2025)[232][233]
- Daniel Paulista (junio de 2025–presente)

## Palmarés

### Torneos nacionales
Torneos nacionales
| Organizados por CBF y CBD | Organizados por CBF y CBD | Organizados por CBF y CBD |
| Competición nacionales    | Títulos                   | Subcampeonatos            |
| ------------------------- | ------------------------- | ------------------------- |
| Serie A (1/0)             | 1987.                     |                           |
| Copa do Brasil (1/1)      | 2008.                     | 1989.                     |
| Serie B (1/2)             | 1990.                     | 2006, 2019.               |

#### Torneos regionales
Torneos regionales
| Organizados por CBF    | Organizados por CBF | Organizados por CBF     |
| Competición regionales | Títulos             | Subcampeonatos          |
| ---------------------- | ------------------- | ----------------------- |
| Copa do Nordeste (3/4) | 1994, 2000, 2014.   | 2001, 2017, 2022, 2023. |

#### Torneos estaduales
Torneos estaduales
| Organizados por FPF             | Organizados por FPF | Organizados por FPF |
| Competición estaduales          | Títulos | Subcampeonatos |
| ------------------------------- | --- | --- |
| Campeonato Pernambucano (45/24) | 1916, 1917, 1920, 1923, 1924, 1925, 1928, 1938, 1941, 1942, 1943, 1948, 1949, 1953, 1955, 1956, 1958, 1961, 1962, 1975, 1977, 1980, 1981, 1982, 1988, 1991, 1992, 1994, 1996, 1997, 1998, 1999, 2000, 2003, 2006, 2007, 2008, 2009, 2010, 2014, 2017, 2019, 2023, 2024, 2025. | 1919, 1922, 1940, 1951, 1954, 1957, 1963, 1964, 1965, 1966, 1967, 1968, 1969, 1971, 1972, 1973, 1986, 1987, 1990, 2011, 2012, 2013, 2016, 2021. |

## Participaciones internacionales
| Torneo                           | Ediciones                      |
| -------------------------------- | ------------------------------ |
| Copa Libertadores de América (2) | 1988, 2009                     |
| Copa Sudamericana (5)            | 2013, 2014, 2015, 2016 y 2017. |

### Por competencia
| Torneo                       | TJ | PJ | PG | PE | PP | GF | GC | DG | Puntos |
| ---------------------------- | -- | -- | -- | -- | -- | -- | -- | -- | ------ |
| Copa Libertadores de América | 2  | 14 | 7  | 2  | 5  | 18 | 14 | +4 | 23     |
| Copa Sudamericana            | 5  | 15 | 4  | 2  | 9  | 14 | 19 | -5 | 14     |
| Total                        | 7  | 29 | 11 | 4  | 14 | 32 | 33 | -1 | 37     |